# アラビア砂漠

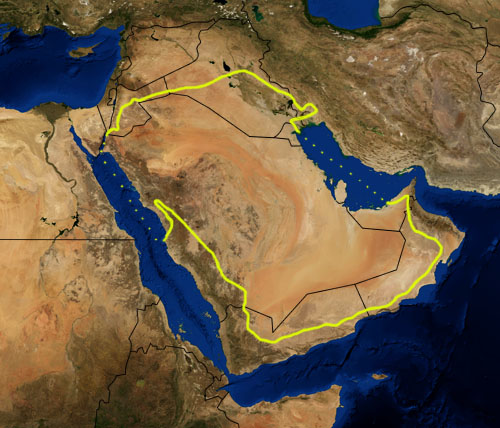
アラビア砂漠の地図。NASAの衛星写真で、WWFにより分けられたエコリージョンを示す。黄色の線は、「アラビア砂漠・東サハラ＝アラビア乾燥地域」と「ペルシャ湾砂漠・準砂漠」、「紅海ヌーボ＝シンディアン熱帯砂漠・準砂漠」と呼ばれる2つの小さく関わりの深い砂漠を示している。国境は黒線で示す

アラビア砂漠（アラビアさばく、英語: Arabian Desert, アラビア語: صحراء عربية）は、西アジアに位置するイエメンからペルシア湾、オマーンからヨルダン、イラクにかけて広がる非常に広い砂漠である。

## 概要
アラビア半島のほとんどを占めており、面積は2,330,000 square kilometers (900,000 sq mi)。砂漠の中央には、世界最大の砂で覆われた地域の1つ、ルブアルハリ砂漠がある。気候は、非常に乾燥しており、高温から、季節によっては夜間に凍結するなど、その気温差は激しい。砂漠乾燥低木地生物群系や旧北生物地理区の1つでもある。
このエコリージョンは、生物多様性がほとんどない。その中でガゼル、オリックス、スナネコ、トゲオアガマは、赤い砂漠や致命的な流砂など、厳しい環境の中で生息する砂漠に適した生物の一種である。シマハイエナ、ジャッカル、ラーテルのような多種が、人間による狩猟や生息地の破壊によりこの地域で絶滅している一方で、ガゼルのように、多くの数が保護されているものもある。家畜の過剰放牧、オフロードの運転、人間による生息地の破壊は、この不毛なエコリージョンに対する主な脅威である。

## 地理
- ダハナ砂漠として知られる砂の回廊が、サウジアラビア北部のネフド砂漠 (65,000 km2, 40,389平方マイル) と南東部のルブアルハリ砂漠を結んでいる。
- トゥワイク（英語版）断崖は、石灰岩の崖、高原、峡谷が800 km (500 mi)に及ぶ弧状の地域である。
- 汽水ソルトフラット：ウンム・サミーム（英語版）の流砂。
- ワヒバ砂漠はオマーンの東海岸から隔離された砂海。
- ルブアルハリ砂漠[4]は、アラビア陸棚を南西から北東に伸びる堆積盆地である。標高1,000メートル (3,300 ft)で、アラビア砂漠の広大な砂地の大部分を占め、南端はイエメンの中心部にかかる。砂が礫や石膏の平原を覆い、砂丘の高さは最大で250 m (820 ft)に達する。砂の80から90%が石英で、残りは長石で、その酸化鉄被膜が砂粒にオレンジ、紫、赤の色をつけている。

## 環境と資源
資源の種類には、石油、天然ガス、リン酸塩及び硫黄がある。
ルブアルハリ砂漠は、花の多様性が非常に少なく、砂が主体の20種、前小口の周辺の17種、合計37種が生息する。これら37種の中で1つあるいは2つだけが固有である。植物は拡散しているが、均等に分布している。

主な植物：
- Calligonum crinitum - 砂丘の傾斜地
- Cornulaca arabica (ソルトブッシュ)
- Cyperus conglomeratus
- Dipterygium glaucum
- Limeum arabicum
- Zygophyllum mandavillei (マンダヴィル 1986)

## 行政区分
砂漠のほとんどはサウジアラビアにあるが、エジプト（シナイ半島）、イラク南部、ヨルダン南部などの周辺国へも伸びている。5カ国がアラビア砂漠に接している。カタールでペルシア湾と接しており、さらに東にあるアラブ首長国連邦 (UAE) のアブダビのほとんどを占めている。ルブアルハリ砂漠は、サウジアラビアからオマーン西部、イエメン東部へと続く。

## 文化
この地域は、イスラム教が優勢ではあるが、多数の異なる民族、言語、文化を持つ人が住む。主要な民族は、アラブ人で、ほとんどがアラビア語を話す。

## 環境破壊
- ラクダやヤギの大群を過剰放牧（英語版）すること及びベドウィンの定住化。
- 生息地破壊（英語版）
- 農業プロジェクト
- 石油及び天然ガスの採掘
- 戦争とその影響

### 石油
このエコリージョンは、大きな経済成長による犠牲となっている。多くの石油流出を引き起こしたクウェートの石油工場でのサボタージュや、1990年代の大気への毒素流出。
1991年1月、湾岸戦争中に、イラク軍は、貯蓄タンクやタンカーからペルシア湾へ約1700万m³ (1100万バレル) のオイルを直接放出した。さらに2月には、クウェートの油井1,164を破壊した。これらの石油流出により、1,000 km (620 mi)のペルシア湾岸を汚染した。
汚染の結果、何千もの水鳥、エビ、ウミガメ、ジュゴン、クジラ、イルカ、魚などが深刻な被害を受けて死んだ。
被害ではさらに砂漠へ1000万m³ (6000万バレル) の石油を生み出し、土壌や地下水を汚染して湖（表面積49k㎡）を形成している。

### 軍事活動
湾岸戦争中に米軍によって使用された武器は、この地域の環境の安定性に大きな危険をもたらしている。もろく壊れやすい砂漠平原の戦車も存在する。1991年には、アメリカの戦車の移動により、砂漠の土の保護を破損した。その結果、砂丘の砂が生み出され、坂の下へとゆっくり移動した。この砂が最終的にクウェート市へ到達するのではないかと怖れる人もいる。他の事件では、A-10により有害な劣化ウランの兵器が使用された。批判者は、弾薬が癌の危険があり水質汚染の原因になると主張する。1991年、アメリカとNATOは、イラクを目標に、およそ300トンの劣化ウランを落とした。爆弾の破片は、周辺の地盤を汚染した。

### 自然保護
砂漠の保護区は、危機/危険種としてホワイトオリックス、甲状腺ガゼルを、絶滅種としてシマハイエナ、ジャッカル、ラーテルを含んでいる。
正式な保護区は存在しないが、多くがアブダビに計画されている。